# 戦場アニメーション -IKUSABA ANIMATION-
『戦場アニメーション -IKUSABA ANIMATION-』（いくさばアニメーション）は、中田貴大による日本の漫画作品。

## 概要
『ジャンプSQ.19』（集英社）2011年夏号に掲載された後、『ジャンプスクエア』（集英社）2012年8月号に読み切りとして掲載、2013年2月号から2014年1月号まで連載された。話数カウントは「scene○○」。
第1話が、ジャンプスクエアの公式サイトにて1月18日から2月18日まで無料公開されている。
単行本1巻には、声優の豊崎愛生が推薦文を寄稿。また帯では、オリジナルノートを抽選で300名にプレゼントしている。

## 登場人物

### 戦場高校アニメーション制作部
蜂屋 蜜花（はちや みつか）
本作の主人公でありヒロイン。戦場高校1年1組。アニメーション制作部に声優として勧誘される。貧乳。
蟹沢 完才（かにさわ かんさい）
本作のもう1人の主人公。戦場高校1年（留年）で、蜜花のクラスメイト。アニメーション制作部の部長兼監督。
臼井 鞠雄（うすい まりお）
戦場高校2年。アニメーション制作部で原画・動画を担当している。
小栗 秋歩（おぐり あきほ）
戦場高校2年。アニメーション制作部で背景・美術を担当している。
牛川 静世（うしかわ しずよ）
戦場高校2年で生徒会副会長。アニメーション制作部を潰そうとするが蟹沢に彼女の小説を気に入られ、強引に入部させられ脚本を担当する。
初対面の蜜花に「（胸が）すごい迫力の人でした。」と言わしめる程の巨乳。

### その他の人物
猿渡 終（さわたり しゅう）
学生にしてプロの仕事に携わる天才アニメーター。
カキハラ ソウジ
アニメ界の大物監督。

## 読み切り版
ジャンプSQ.19
『ジャンプSQ.19』2011年夏号に掲載された。
ジャンプスクエア
『ジャンプスクエア』2012年8月号に掲載された。

## 書誌情報
- 中田貴大 『戦場アニメーション -IKUSABA ANIMATION-』 集英社〈ジャンプ・コミックス〉、既刊2巻（2013年9月4日現在）
  1. 2013年6月9日第1刷発行（6月4日発売[集 1]）、ISBN 978-4-08-870693-1
  2. 2013年9月9日第1刷発行（9月4日発売[集 2]）、ISBN 978-4-08-870827-0
  3. 2014年2月4日第1刷発行（2月4日発売[集 3]）、ISBN 978-4-08-880011-0